# Собор Святого Семейства (Анкоридж)
Собор Святого Семейства (англ. Cathedral of the Holy Family in Anchorage) — католическая церковь в городе Анкоридж (штат Аляска, США). До октября 2014 являлся кафедральным собором архиепархии Анкориджа.

## История
С начала XX века в Анкоридже присутствовала небольшая католическая община, построившая небольшой храм Святого Семейства (освящён 14 декабря 1915 года). Эта церковь после Второй мировой войны была значительно перестроена.
27 марта 1964 года на Аляске произошло сильное землетрясение магнитудой 9,2. Эпицентр землетрясения находился в 120 км к востоку от Анкориджа. И-за землетрясения церковь Святого Семейства было частично разрушена. Восстановление разрушенного храма проходило несколько лет, и в 1966 году храм приобрел современный вид.
В 1966 году Святой Престол учредил архиепархию Анкориджа и церковь Святого Семейства была возведена в ранг кафедрального собора. В 1981 году собор Святого Семейства посетил римский папа Иоанн Павел II.